# Knarvik
Knarvik er en by der er administrationscenter i Lindås kommune i Hordaland fylke i Norge. Den er også regionscenter for Nordhordland. Byen havde 5.013 indbyggere i 2012. Stedets postnavn er Isdalstø, som ligger ca. 500 meter fra Knarvik.
Før 1970'erne bestod Knarvik ikke af mere end ca. 30 indbyggere, men da Hordaland Fylkeskommune afgjorde at Knarvik skulle opbygges som regioncenter tog udviklingen voldsom fart. Knarvik Senter blev i løbet af få år et af landets største indkøbscentere. Kommuneadministrationen blev flyttet til Knarvik fra landsbyen Lindås, som ligger nordligt i kommunen.
Udbygning af boligområder og skoler damt øget erhvervsaktivitet førte til at Knarvik blev den største by i Nordhordland i løbet af 1980'erne. Frem til åbningen af Nordhordlandsbroen i 1994 var færgeforbindelsen som sammenbandtbandt sammen Nordhordland med Bergen, Knarvik–Steinestø, landets mest trafikerede målt i antal biler.
Knarvik er hjemsted for Knarvik videregående skole, en af det tidligere fylke Hordalands største videregående skoler.
I september hvert år arrangeres motionsløbet Knarvikmila som er et af Norges største motionsløb.